# Рогачі (Україна)
Рогачі́ (в XVIII ст. — Рогачів) — село в Україні, в Ружинській селищній громаді Бердичівського району Житомирської області. Населення становить 350 осіб.

## Географія
Селом протікає річка Безіменна, ліва притока Оріховатки.

## Історія
Село відоме з XVIII ст. Воно займає територію древньоруського міста Ргачев (Іргачев), яке було зруйноване татарами. Пізніше поселення, що виникло на місці древнього міста, називалося вже Рогачев (Рогачів). Свою назву Рогачі отримало в 1746 році. Належало до Погребищанського ключа. В 1785 році перебувало у власності Анни з Жевуських Плятер (польською — Плятерової), дружини Авґуста Плятера, каштеляна троцького, доньки Станіслава Фердинанда Жевуського, хорунжого великого литовського. В 1790 році вона продала це село генералу Любовицькому, який у 1800 році продав його пану Яну Корніцькому за 70 тис. рублів золотом. Корніцький побудував маєток на околиці села, де мешкав зі своєю родиною: дружиною та синами — Цезарем та Венциславом.
Колишній орган місцевого самоврядування — Рогачівська сільська рада.

## Пам'ятки
Панський маєток у селі зберігся і до наших днів, за часів Радянської влади будівлю почали використовувати під середню школу (до 8 класу). А з 1991 року маєток пустував, в наш час там не ведуться ремонтні роботи.
Ще однією історичною та архітектурною пам'яткою був храм Покрови Пресвятої Богородиці, побудований у 18 столітті. У ці часи відбулася боротьба між Польщею та Російською імперією, наприкінці 18 століття Рогачі надовго стали частиною православної Російської імперії, позбувшись католицьких утисків. Рогачівська церква була типовою для того часу трикупольною дерев'яною спорудою. Розкішною була церковна бібліотека. У Рогачівському Покровському храмі перебувало чимало рідкісних стародруків, виданих десятиліття тому у друкарнях Києва, Чернігова, Москви. Особливо виділялось велике і коштовне напрестольне «Євангеліє», яке виносили з вівтаря для читання мирянам під час богослужіння. Крім нього, у храмі перебували книги «Апостол», «Псалтир», «Часослов», «Октоїх», «Четьї мінеї» («Житія святих»), «Тріоді», «Служебники», молитвослови, збірки акафістів. Ориґінальним явищем того часу була обов'язкова наявність у рогачівській церкві медичних книг — «Пастырское увещание о привитии коровьей оспы», «Лечение болезней простыми средствами».
На подвір'ї біля церкви височіла дзвіниця на чотири дзвони. Найбільший важив 12 пудів (200 кг), ще один — 8 пудів, а два менші — по 3 пуди.